# Bataille de Faughart
Expédition écossaise en Irlande
Batailles
- Moiry Pass
- Connor
- Kells
- Skerries
- Athenry
- Lough Raska
- Dysert O'Dea
- Faughart

La bataille de Faughart (ou de Dundalk) opposa le royaume d'Écosse et la seigneurie d'Irlande le 14 octobre 1318. Elle mit fin à la campagne d'Édouard Bruce en Irlande entamée en 1315.

## Contexte
Après la conquête normande de l'Irlande en 1169, la seigneurie d'Irlande est créée, avec le roi d'Angleterre comme seigneur et un Lord lieutenant d'Irlande comme représentant local du roi. Le pays est divisé entre les familles traditionnelles gaéliques et les nouvelles familles hiberno-normandes.
Édouard Bruce, frère du roi d'Écosse Robert Ier, débarque à Larne en mai 1315 et se fait proclamer roi d'Irlande, afin de perturber les Anglais qui contrôlent le Sud de l'Écosse. Il défait une armée commandée par le comte d'Ulster, Richard de Bourg, à la bataille de Moiry Pass et pénètre dans la ville de Carrickfergus.
Bruce défait en novembre 1315 l'armée anglaise commandée par Roger Mortimer à la bataille de Kells puis le reste de l'armée irlandaise à la bataille de Skerries en janvier 1316.
L'Irlande est cependant frappée par la Grande famine de 1315-1317, ce qui met provisoirement un terme aux hostilités. L'armée de Bruce se nourrit par le pillage, ce qui accroît son impopularité au sein de la population locale.

## La dernière campagne d'Édouard Bruce
Bruce décide d'attaquer le 14 octobre 1318 un ennemi largement supérieur en nombre sans attendre les renforts que son frère lui a promis. Bruce compte environ 2 000 hommes et doit affronter une armée dix fois plus importante ! Les différents groupes d'armées anglais sont rassemblés sous le commandement de John de Bermingham.

La Chronique de Lanercost décrit ainsi la bataille : 

« Les Écossais étaient organisés en trois colonnes à une telle distance les unes des autres que la première colonne fut détruite avant que la deuxième ne se mette en marche puis la deuxième avant que la troisième ne se mette en marche, dans laquelle Édouard se trouvait, ce qui l'empêchait d'aider les autres. Ainsi la troisième colonne fut détruite comme les deux précédentes l'avaient été. Édouard tomba en même temps et fut décapité après sa mort ; son corps étant divisé en quatre parts, qui furent exposées par la suite aux quatre coins de l'Irlande. »

## Conséquences
Les Anglais reprennent Carrickfergus le 2 décembre suivant, ce qui met officiellement fin à la présence écossaise en Irlande.
Bien que la campagne de Bruce soit militairement un échec, elle servit les intérêts de Robert d'Écosse, qui attaque Berwick en avril 1318 et met fin à la présence anglaise en Écosse.